# Црнопруги барски петлић
Црнопруги барски петлић (Anurolimnas fasciatus) је врста птице из породице барских кока. Насељава западни део Амазонске кишне шуме.
Природна станишта врсте су суптропске и тропске влажне низијске шуме, суптропски и тропски влажни жбуњаци и јако деградиране шуме.